# ميرسير (كيبك)
ميرسير (بالإنجليزية: Mercier, Quebec)‏ هي بلدية محلية في كيبيك تقع في كندا في بلدية مقاطعة روسيون الإقليمية. يقدر عدد سكانها بـ 11,584 نسمة ومساحتها 46.60 كم2 .